# Bob Foster (roadracingförare)
Bob Foster, född den 16 mars 1911, död 1982, var en brittisk roadracingförare.

## Roadracingkarriär
Foster vann 1950 års 350GP-titel för Velocette. Han vann även Manx TT 1947.

## Segrar 350GP
| Nr | Grand Prix | År   |
| -- | ---------- | ---- |
| 1  | Belgien    | 1950 |
| 2  | Holland    | 1950 |
| 3  | Nordirland | 1950 |